# 연습곡 1번 (스크랴빈)
연습곡 1번 c#단조 작품번호2는 러시아의 작곡가 알렉산드르 스크랴빈이 쓴 피아노 연습곡이다.

## 분석
연습곡 1번은 4분의 3박자이다.
멜로디는 애절하고 진심 어린 러시아 집시 음악의 많은 특징을 보여준다. 양손의 반복되는 화음이 동반되며 풍부한 하모니와 내면의 목소리, 왼손의 넓은 펼침이 특징이다. 작품의 역동성은 감정과 열정을 표현하고 흥미를 더하기 위해 끊임없이 변화한다. 이 작품은 많은 조바꿈을 포함하지만 최종적으로 원래 조로 끝난다. 다른 많은 연습곡과 마찬가지로 느리고 침울한 곡이다.
이 연습곡의 연주시간은 약 3분이다.

## 참조
1. ↑  Étude Op. 2 No. 1 at Last.fm